# Rotomahana
Rotomahana – małe jezioro na Wyspie Północnej w Nowej Zelandii. Położone jest 25 km na wschód od Rotorua i na południowy zachód od wulkanu Tarawera.

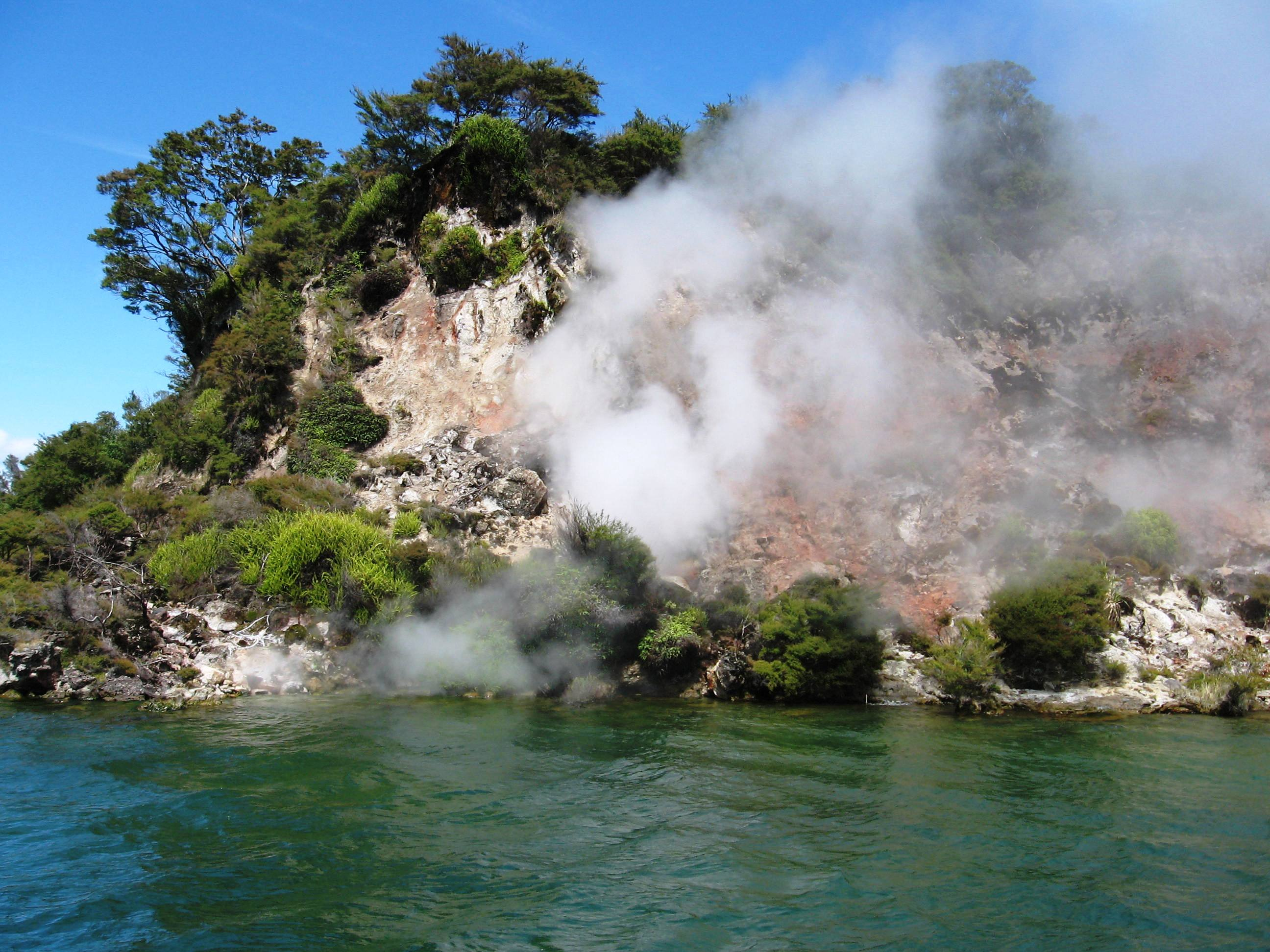
Skalna ściana i para